# Explosion colique
Une explosion colique est une explosion qui se produit à l'intérieur du côlon d'une personne à la suite de la combustion de gaz intestinaux combustibles (méthane, hydrogène) qui réagissent avec des gaz comburants (oxygène, protoxyde d'azote utilisés pour l'anesthésie) lors d'une opération chirurgicale. Quelques cas rares de cette combustion sont rapportés lors d'actes chirurgicaux qui peuvent amorcer la réaction par l'électricité de l'électrocautère ou du colonoscope lors d'une colonoscopie. Le mannitol (sucre fermentescible augmentant la production de gaz combustibles) utilisé pour le nettoyage complet de l'intestin joue un rôle favorisant. 
L'explosion peut amener la perforation du côlon et, éventuellement, nécessiter une colectomie partielle ou totale, voire causer la mort de la personne.
En 2012, les chercheurs Antonietti et Emmanuel Ben-Soussan gagnent l'Ig Nobel de médecine pour leurs recherches sur le sujet,.